# Slottet (Stord)
Ne doit pas être confondu avec Slottet.
Slottet est une île norvégienne du comté de Hordaland appartenant administrativement à Stord.

## Description
Rocheuse et désertique, à fleur d'eau, elle s'étend sur environ 48 m de longueur pour une largeur approximative de 27 m. Elle sert de base pour un des piliers du viaduc de la E39. 